# 906 Repsolda
906 Repsolda è un asteroide della fascia principale. Scoperto nel 1918, presenta un'orbita caratterizzata da un semiasse maggiore pari a 2,8951540 UA e da un'eccentricità di 0,0811597, inclinata di 11,80158° rispetto all'eclittica.
Il suo nome è in onore dell'astronomo tedesco Johann Georg Repsold.